# Tōei
Tōei K.K. (jap. 東映株式会社, Tōei Kabushiki kaisha, engl. Toei Company, Ltd.) ist eine im Nikkei 500 gelistete japanische Film- und Fernsehproduktionsgesellschaft, die auch im Bereich Filmverleih tätig ist. Der Name Tōei wird abgeleitet von Tōkyō Eiga Haikyū (東京映画配給, „Filmverleih Tokio“), dem ehemaligen Namen der Firma.
Tōei mit Sitz in Tokio betreibt in Japan 34 Kinos und zwei Filmstudios in Tokio und Kyōto und ist Anteilseigner mehrerer Fernsehkanäle. Außerhalb Japans ist das Unternehmen vor allem für die durch Tōei Animation hergestellten Anime bekannt, sowie die Tokusatsu-Reihen Kamen Rider und Super Sentai, wobei auf letzterer die US-Produktion Power Rangers basiert.

## Gliederung
- Tōei Language Tech Center
- Tōei Animation
- Tōei Television Production
- Tōei Video
- Tōei Satellite Broadcasting